# Сабрина (филм из 1954)
Сабрина (енгл. Sabrina) је роматична комедија из 1954. коју је режирао Били Вајлдер. Главне улоге играју: Хамфри Богарт, Одри Хепберн и Вилијам Холден.

## Радња
Сабрина Ферчајлд (Хепберн) је кћерка Томаса, (Џон Вилијамс) возача који ради код породице Лараби. Сабрина је заљубљена у Дејвида Ларабија (Холден) који Сабрину ни не примећује. 
Сабрина касније одлази у Париз да похађа кулинарску школу. Након неког времена враћа се кући као права лепотица коју Дејвид примети на станици, али коју не препознаје. Понуди се да је одвезе кући и када схвати да је то Сабрина, возачева кћи коју је годинама игнорисао, и лудо се заљубљује у њу. Дејвидов старији брат Лајнус (Богарт) се боји да би то могло да поквари заруке са Дејвидовом девојком која је из богате породице. Ако би венчање било отказано, тако би пропао и велики посао који он има са њеном породицом. Одлучује да се умеша и покушава Сабрину да одговори да остави његовог брата Дејвида. Током разговора Лајнус се све више зближава са Сабрином и заљубљује се у њу.

## Римејк
Године 1995. снимњен је римејк филма Сабрина у коме су главне улоге играли: Харисон Форд, Џулија Ормонд и Грег Кинир.